# Lamborghini Engineering
Lamborghini Engineering S.p.A. – istniejący w latach 1987–1993 oddział firmy Lamborghini odpowiedzialny za budowę samochodów i dostarczanie silników w Formule 1.

## Historia
W 1987 roku Lamborghini zostało zakupione przez Chryslera. Prezydent Chryslera, Lee Iacocca, zadecydował, że Lamborghini powinno uczestniczyć w Formule 1. W tym celu w Bolonii założono firmę Lamborghini Engineering i zatrudniono takich pracowników jak Daniele Audetto (szef) czy Mauro Forghieri (dyrektor techniczny).
Lamborghini Engineering miało być odpowiedzialne za stworzenie silnika V12, który spełniałby nowy regulamin Formuły 1 na sezon 1989, dotyczący silników 3,5 litra. Na początku 1988 roku Lamborghini ogłosiło, że będzie dostarczać silniki zespołowi Larrousse. W pierwszym sezonie używana przez Larrousse'a, napędzana silnikami Lamborghini Lola LC89 zdobyła jeden punkt za szóste miejsce Philippe’a Alliota w Grand Prix Hiszpanii. Wkrótce po tym wyścigu Lotus podpisał umowę z Lamborghini na sezon 1990.
W tym czasie meksykański biznesmen Fernando Gonzalez Luna nakłonił Lamborghini do dostarczania silników oraz nadwozi zespołowi, w który był zaangażowany finansowo, o nazwie GLAS (Gonzalez Luna y Asociados). Zespół GLAS został zaprezentowany podczas Grand Prix Meksyku 1990. Testowanie samochodu, zaprojektowanego przez Forghieriego i Mario Tolentino, rozpoczął latem 1990 roku Mauro Baldi. Gonzalez Luna zdecydował się zrezygnować z GLAS i wycofał z niego 20 milionów dolarów. Projekt został przejęty przez Carlo Patrucco, byłego prezeza firmy odzieżowej Fila i przemianowany na Modena Team.

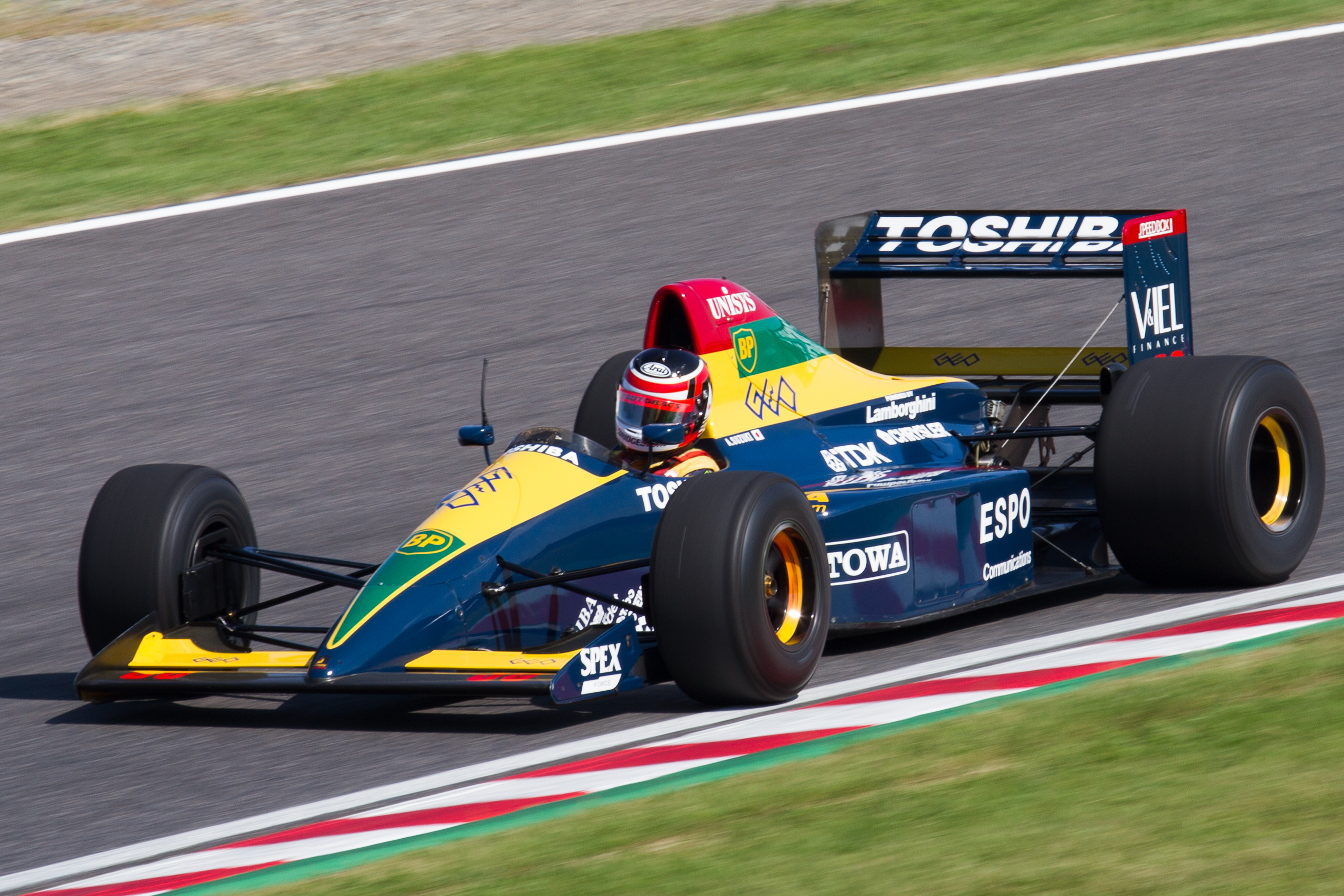
W Grand Prix Japonii 1990 Aguri Suzuki zdobył Lolą LC90 (na zdjęciu) jedyne podium dla Lamborghini

W sezonie 1990 Lamborghini dostarczało zatem silniki Lotusowi i Larrousse'owi. Lotus zdobył jedynie trzy punkty, ale kierowcy Larrousse'a – Éric Bernard i Aguri Suzuki – spisywali się dobrze, a Suzuki zdobył podium w Grand Prix Japonii.
W 1991 roku z silników Lamborghini korzystali Modena oraz Ligier. Samochody Modeny zostały oznaczone jako Lambo 291, a ich kierowcami zostali Nicola Larini i Eric van de Poele. Szefem Modeny został były menedżer Minardi, Jaime Manca Graziedei, natomiast za stronę inżynieryjną odpowiadali Tolentino i Dave Morgan, ponadto przez krótki okres dyrektorem technicznym był Forghieri. Lamborghini początkowo wsparło finansowo Modenę, ale później odcięło się od tego projektu. W Stanach Zjednoczonych Larini był siódmy, natomiast na Imoli van de Poele jechał na czwartym miejscu, dopóki jego samochód na ostatnich okrążeniach nie zepsuł się. Pod koniec roku projekt z powodu braku funduszy został zamknięty. Ligier również w całym sezonie nie zdobył punktów.
W 1992 roku Ligier korzystał z silników Renault, a Lamborghini dostarczało swoje jednostki Larrousse'owi i Minardi. W tym okresie Chryslera przejął nowy zarząd, a Lamborghini zredukowało produkcję. Prezes Chryslera, Bob Eaton, zdecydował, że silniki zostaną przemianowane na Chryslera, który zadebiutuje w Formule 1 w charakterze dostawcy silników w 1994 roku. Ponieważ w sezonie 1993 jedynym klientem Lamborghini był Larrousse, Eaton podjął rozmowy z szefem McLarena, Ronem Dennisem, w wyniku których jesienią Ayrton Senna i Mika Häkkinen testowali McLarena napędzanego silnikami Lamborghini. Jednakże McLaren na rok 1994 wybrał silniki Peugeota, a Larrousse również zrezygnował z jednostek Lamborghini.
W listopadzie 1993 Chrysler sprzedał Lamborghini indonezyjskiej grupie Megatech i program Formuły 1 został anulowany.

## Dane techniczne

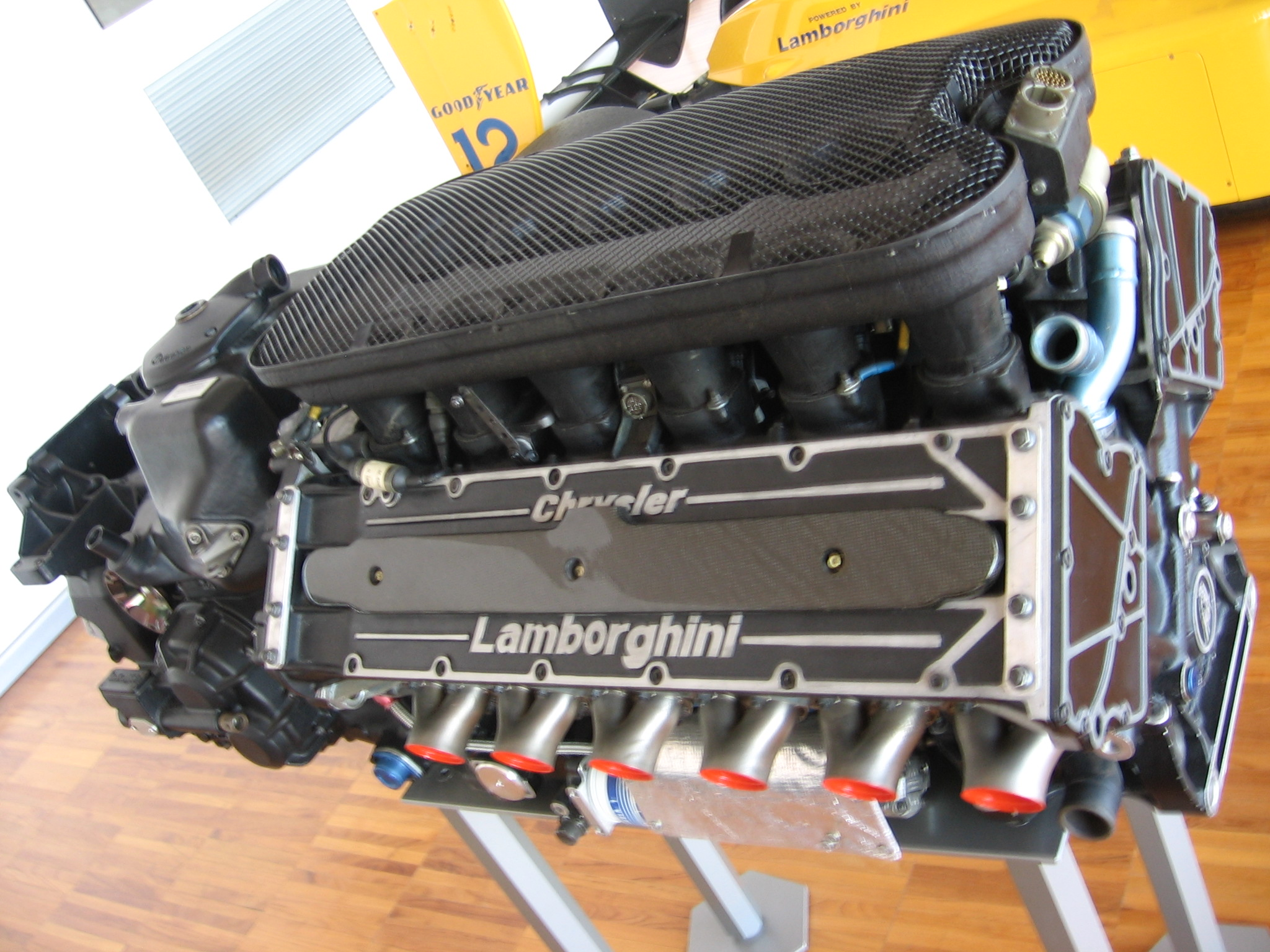
Silnik Lamborghini 3512

W latach 1989–1993 Lamborghini dostarczało klientom silnik o oznaczeniu 3512. Była to jednostka V12 o pojemności 3493 cm³. W kolejnych sezonach osiągała jednak różną moc:
- 600 KM przy 11200 rpm (1989)
- 640 KM przy 13000 rpm (1990–1991)
- 700 KM przy 13800 rpm (1992)
- 710 KM przy 13800 rpm (1993)

## Wyniki w Formule 1
| Legenda oznaczeń w tabelach wyników Wyświetl szablon na nowej stronie | Legenda oznaczeń w tabelach wyników Wyświetl szablon na nowej stronie                                                                     |
| Oznaczenie                                                            | Wyjaśnienie |
| --------------------------------------------------------------------- | --- |
| Złoty                                                                 | Zwycięzca lub mistrzostwo |
| Srebrny                                                               | 2. miejsce lub wicemistrzostwo |
| Brązowy                                                               | 3. miejsce lub II wicemistrzostwo |
| Zielony                                                               | Ukończył, punktował (w klasyfikacji generalnej, gdy zdobył co najmniej jeden punkt na przestrzeni sezonu, poza trzema powyższymi opcjami) |
| Niebieski                                                             | Ukończył, nie punktował (w klasyfikacji generalnej, gdy nie zdobył co najmniej jednego punktu na przestrzeni sezonu)                      |
| Czerwony                                                              | Nie zakwalifikował się (NZ) |
| Czerwony                                                              | Nie prekwalifikował się (NPK) |
| Różowy                                                                | Nie ukończył (NU) |
| Różowy                                                                | Niesklasyfikowany (NS) (w klasyfikacji generalnej, gdy nie został sklasyfikowany w żadnym wyścigu sezonu)                                 |
| Czarny                                                                | Zdyskwalifikowany (DK) |
| Czarny                                                                | Wykluczony (WYK/EX) |
| Biały                                                                 | Nie wystartował (NW) |
| Biały                                                                 | Kontuzjowany (K/INJ) |
| Biały                                                                 | Wyścig odwołany (OD/C) |
| Bez koloru                                                            | Został wycofany (WYC/WD) |
| Bez koloru                                                            | Nie przybył (NP/DNA) |
| Bez koloru                                                            | Nie brał udziału w treningach (NT/DNP) |
| Bez koloru                                                            | Nie został zgłoszony (–) |
| Pogrubienie                                                           | Start z pole position |
| Kursywa                                                               | Najszybsze okrążenie wyścigu |
| †                                                                     | Nie ukończył, ale jego rezultat został zaliczony ze względu na przejechanie więcej niż 90% dystansu wyścigu.                              |
| *                                                                     | Sezon w trakcie |
| 1/2/3                                                                 | Punktowana pozycja w sprincie kwalifikacyjnym                                                                                             |
| Lista systemów punktacji Formuły 1                                    | |

| Sezon | Konstruktor | Kierowcy             | Wyniki w poszczególnych eliminacjach | Wyniki w poszczególnych eliminacjach | Wyniki w poszczególnych eliminacjach | Wyniki w poszczególnych eliminacjach | Wyniki w poszczególnych eliminacjach | Wyniki w poszczególnych eliminacjach | Wyniki w poszczególnych eliminacjach | Wyniki w poszczególnych eliminacjach | Wyniki w poszczególnych eliminacjach | Wyniki w poszczególnych eliminacjach | Wyniki w poszczególnych eliminacjach | Wyniki w poszczególnych eliminacjach | Wyniki w poszczególnych eliminacjach | Wyniki w poszczególnych eliminacjach | Wyniki w poszczególnych eliminacjach | Wyniki w poszczególnych eliminacjach | Wyniki kierowców | Wyniki kierowców | Wyniki konstruktora | Wyniki konstruktora |
| 1989  |             |                      | Brazylia                             | San Marino                           | Monako                               | Meksyk                               | Stany Zjednoczone                    | Kanada                               | Francja                              | Wielka Brytania                      | Niemcy                               | Węgry                                | Belgia                               | Włochy                               | Portugalia                           | Hiszpania                            | Japonia                              | Australia                            | Pkt.             | Msc.             | Pkt.                | Msc.                |
| ----- | ----------- | -------------------- | ------------------------------------ | ------------------------------------ | ------------------------------------ | ------------------------------------ | ------------------------------------ | ------------------------------------ | ------------------------------------ | ------------------------------------ | ------------------------------------ | ------------------------------------ | ------------------------------------ | ------------------------------------ | ------------------------------------ | ------------------------------------ | ------------------------------------ | ------------------------------------ | ---------------- | ---------------- | ------------------- | ------------------- |
| 1989  | Lola        | Yannick Dalmas       | NZ                                   | NU                                   | NZ                                   | NZ                                   | NZ                                   | NZ                                   | -                                    | -                                    | -                                    | -                                    | -                                    | -                                    | -                                    | -                                    | -                                    | -                                    | 0                | NS               | 1                   | 16                  |
| 1989  | Lola        | Éric Bernard         | -                                    | -                                    | -                                    | -                                    | -                                    | -                                    | 11                                   | NU                                   | -                                    | -                                    | -                                    | -                                    | -                                    | -                                    | -                                    | -                                    | 0                | 31               | 1                   | 16                  |
| 1989  | Lola        | Michele Alboreto     | -                                    | -                                    | -                                    | -                                    | -                                    | -                                    | -                                    | -                                    | NU                                   | NU                                   | NU                                   | NU                                   | 11                                   | NPK                                  | NZ                                   | NPK                                  | 0 (6)            | 13               | 1                   | 16                  |
| 1989  | Lola        | Philippe Alliot      | 12                                   | NU                                   | NU                                   | NS                                   | NU                                   | NU                                   | NU                                   | NU                                   | NU                                   | NPK                                  | 16                                   | NU                                   | 9                                    | 6                                    | NU                                   | NU                                   | 1                | 29               | 1                   | 16                  |
| 1990  |             |                      | Stany Zjednoczone                    | Brazylia                             | San Marino                           | Monako                               | Kanada                               | Meksyk                               | Francja                              | Wielka Brytania                      | Niemcy                               | Węgry                                | Belgia                               | Włochy                               | Portugalia                           | Hiszpania                            | Japonia                              | Australia                            | Pkt.             | Msc.             | Pkt.                | Msc.                |
| 1990  | Lotus       | Derek Warwick        | NU                                   | NU                                   | 7                                    | NU                                   | 6                                    | 10                                   | 11                                   | NU                                   | 8                                    | 5                                    | 11                                   | NU                                   | NU                                   | NU                                   | NU                                   | NU                                   | 3                | 14               | 3                   | 8                   |
| 1990  | Lotus       | Martin Donnelly      | NW                                   | NU                                   | 8                                    | NU                                   | NU                                   | 8                                    | 12                                   | NU                                   | NU                                   | 7                                    | 12                                   | NU                                   | NU                                   | NW                                   | -                                    | -                                    | 0                | 20               | 3                   | 8                   |
| 1990  | Lotus       | Johnny Herbert       | -                                    | -                                    | -                                    | -                                    | -                                    | -                                    | -                                    | -                                    | -                                    | -                                    | -                                    | -                                    | -                                    | -                                    | NU                                   | NU                                   | 0                | NS               | 3                   | 8                   |
| 1990  | Lola        | Éric Bernard         | 8                                    | NU                                   | 13                                   | 6                                    | 9                                    | NU                                   | 8                                    | 4                                    | NU                                   | 6                                    | 9                                    | NU                                   | NU                                   | NU                                   | NU                                   | NU                                   | 5                | 13               | 11                  | 6                   |
| 1990  | Lola        | Aguri Suzuki         | NU                                   | NU                                   | NU                                   | NU                                   | 12                                   | NU                                   | 7                                    | 6                                    | NU                                   | NU                                   | NU                                   | NU                                   | 14                                   | 6                                    | 3                                    | NU                                   | 6                | 12               | 11                  | 6                   |
| 1991  |             |                      | Stany Zjednoczone                    | Brazylia                             | San Marino                           | Monako                               | Kanada                               | Meksyk                               | Francja                              | Wielka Brytania                      | Niemcy                               | Węgry                                | Belgia                               | Włochy                               | Portugalia                           | Hiszpania                            | Japonia                              | Australia                            | Pkt.             | Msc.             | Pkt.                | Msc.                |
| 1991  | Ligier      | Thierry Boutsen      | NU                                   | 10                                   | 7                                    | 7                                    | NU                                   | 8                                    | 12                                   | NU                                   | 9                                    | 17                                   | 11                                   | NU                                   | 16                                   | NU                                   | 9                                    | NU                                   | 0                | 26               | 0                   | 13                  |
| 1991  | Ligier      | Érik Comas           | NZ                                   | NU                                   | 10                                   | 10                                   | 8                                    | NZ                                   | 11                                   | NZ                                   | NU                                   | 10                                   | NU                                   | 11                                   | 11                                   | NU                                   | NU                                   | 18                                   | 0                | 29               | 0                   | 13                  |
| 1991  | Lambo       | Nicola Larini        | 7                                    | NPK                                  | NPK                                  | NPK                                  | NPK                                  | NPK                                  | NPK                                  | NPK                                  | NU                                   | 16                                   | NZ                                   | 16                                   | NZ                                   | NZ                                   | NZ                                   | NU                                   | 0                | 28               | 0                   | 14                  |
| 1991  | Lambo       | Eric van de Poele    | NPK                                  | NPK                                  | 9                                    | NPK                                  | NPK                                  | NPK                                  | NPK                                  | NPK                                  | NZ                                   | NZ                                   | NZ                                   | NZ                                   | NZ                                   | NZ                                   | NZ                                   | NZ                                   | 0                | 32               | 0                   | 14                  |
| 1992  |             |                      |                                      | Meksyk                               | Brazylia                             | Hiszpania                            | San Marino                           | Monako                               | Kanada                               | Francja                              | Wielka Brytania                      | Niemcy                               | Węgry                                | Belgia                               | Włochy                               | Portugalia                           | Japonia                              | Australia                            | Pkt.             | Msc.             | Pkt.                | Msc.                |
| 1992  | Minardi     | Christian Fittipaldi | NU                                   | NU                                   | NU                                   | 11                                   | NU                                   | 8                                    | 13                                   | NZ                                   | -                                    | -                                    | -                                    | NZ                                   | NZ                                   | 12                                   | 6                                    | 9                                    | 1                | 18               | 1                   | 13                  |
| 1992  | Minardi     | Alessandro Zanardi   | -                                    | -                                    | -                                    | -                                    | -                                    | -                                    | -                                    | -                                    | NZ                                   | NU                                   | NZ                                   | -                                    | -                                    | -                                    | -                                    | -                                    | 0                | NS               | 1                   | 13                  |
| 1992  | Minardi     | Gianni Morbidelli    | NU                                   | NU                                   | 7                                    | NU                                   | NU                                   | NU                                   | 11                                   | 8                                    | 17                                   | 12                                   | NZ                                   | 16                                   | NU                                   | 14                                   | 14                                   | 10                                   | 0                | 22               | 1                   | 13                  |
| 1992  | Venturi     | Bertrand Gachot      | NU                                   | 11                                   | NU                                   | NU                                   | NU                                   | 6                                    | DK                                   | NU                                   | NU                                   | 14                                   | NU                                   | 18                                   | NU                                   | NU                                   | NU                                   | NU                                   | 1                | 19               | 1                   | 13                  |
| 1992  | Venturi     | Ukyō Katayama        | 12                                   | 12                                   | 9                                    | NZ                                   | NU                                   | NPK                                  | NU                                   | NU                                   | NU                                   | NU                                   | NU                                   | 17                                   | 9                                    | NU                                   | 11                                   | NU                                   | 0                | 25               | 1                   | 13                  |
| 1993  |             |                      |                                      | Brazylia                             | Unia Europejska                      | San Marino                           | Hiszpania                            | Monako                               | Kanada                               | Francja                              | Wielka Brytania                      | Niemcy                               | Węgry                                | Belgia                               | Włochy                               | Portugalia                           | Japonia                              | Australia                            | Pkt.             | Msc.             | Pkt.                | Msc.                |
| 1993  | Larrousse   | Philippe Alliot      | NU                                   | 7                                    | NU                                   | 5                                    | NU                                   | 12                                   | NU                                   | 9                                    | 11                                   | 12                                   | 8                                    | 12                                   | 9                                    | 10                                   | -                                    | -                                    | 2                | 17               | 3                   | 10                  |
| 1993  | Larrousse   | Toshio Suzuki        | -                                    | -                                    | -                                    | -                                    | -                                    | -                                    | -                                    | -                                    | -                                    | -                                    | -                                    | -                                    | -                                    | -                                    | 12                                   | 14                                   | 0                | 31               | 3                   | 10                  |
| 1993  | Larrousse   | Érik Comas           | NU                                   | 10                                   | 9                                    | NU                                   | 9                                    | NU                                   | 8                                    | 16                                   | NU                                   | NU                                   | NU                                   | NU                                   | 6                                    | 11                                   | NU                                   | 12                                   | 1                | 21               | 3                   | 10                  |